# Bang Khanun
Bang Khanun (tiếng Thái: บางขนุน, phát âm [bāːŋ kʰā.nǔn]) là một trong chín phó huyện (tambon) của Bang Kruai, ở tỉnh Nonthaburi, Thái Lan. Phó huyện xung quanh (theo chiều kim đồng hồ) là Bang Krang, Bang Si Thong, Wat Chalo, Maha Sawat và Bang Khun Kong. Vào năm 2020 tổng dân số ở đây là 6.603 người.

## Phân cấp hành chính

### Hành chính trung tâm
Phó huyện được chia thành 5 làng (muban).
| No. | Tên                | Tiếng Thái  |
| --- | ------------------ | ----------- |
| 01. | Ban Bang Khanun    | บ้านบางขนุน   |
| 02. | Ban Tak Daet       | บ้านตากแดด   |
| 03. | Ban Wat Sak        | บ้านวัดสัก     |
| 04. | Ban Khlong Wat Sak | บ้านคลองวัดสัก |
| 05. | Ban Phra That      | บ้านพระธาตุ   |

### Hành chính địa phương
Toàn bộ khu vực phó huyện được bao phủ bởi Tổ chức hành chính phó huyện Bang Khanun (tiếng Thái: องค์การบริหารส่วนตำบลบางขนุน).